# Světový pohár v biatlonu 2019/2020 – Annecy
3. podnik Světového poháru v biatlonu v sezóně 2019/20 probíhal od 19. do 22. prosince 2019 ve francouzském Annecy. Často se označuje jménem konkrétního lyžařského střediska Le Grand Bornand. Na programu byly mužské a ženské závody ve sprintech, stíhací závody a závody s hromadným startem.
Závody světového poháru se do tohoto alpského střediska vrátily po dvou letech.

## Program závodů
Oficiální program:
| Datum        | Disciplína                       | Začátek (SEČ) | Počet závodníků |
| ------------ | -------------------------------- | ------------- | --------------- |
| 19. prosince | Sprint (muži)                    | 14:15         | 100             |
| 20. prosince | Sprint (ženy)                    | 14:15         | 97              |
| 21. prosince | Stíhací závod (muži)             | 13:00         | 60              |
| 21. prosince | Stíhací závod (ženy)             | 15:00         | 57              |
| 22. prosince | Závod s hromadným startem (muži) | 12:10         | 30              |
| 22. prosince | Závod s hromadným startem (ženy) | 14:15         | 30              |

## Průběh závodů

### Sprinty
V tomto závodě nestartovali z českých reprezentantů Ondřej Moravec a Michal Šlesingr. Podle trenéra Zdeňka Vítka budou trénovat, aby si zlepšili výkonnost. Do českého týmu se proto poprvé zapojil junior Vítězslav Hornig, který zatím startoval jen v nižší soutěži, IBU Cupu. Udělal jednu chybu vstoje i vleže a především vinou pomalejšího běhu dojel na 71. místě. Ostatním Čechům se dařilo lépe: Jakub Štvrtecký střílel rychle a především čistě. Skončil šestnáctý, nejlépe v dosavadní kariéře. Michal Krčmář s jednou chybou dojel hned za ním. Bodoval i Adam Václavík na 37. pozici.
Favoritům se na rozměklé trati (během závodu bylo 10 °C) nedařilo. Johannes Thingnes Bø i Martin Fourcade udělali po dvou chybách. Vyhrál Němec Benedikt Doll, který střílel čistě a měl druhý nejrychlejší běžecký čas. Za ním dojeli také bezchybně střílející Tarjei Bø a Quentin Fillon Maillet – oba měli o málo pomalejší střelbu i běh.
Závod žen se české reprezentaci vydařil. Markéta Davidová a Lucie Charvátová startovaly mezi prvními. Běžely rychle a vleže zasáhly všechny terče. Druhou střelbu zvládla Davidová čistě, i když pomalu, ale Charvátová udělala dvě chyby. Davidovou mezitím ohrožovala rychle a bezchybně střílející Ruska Světlana Mironovová, která ale dojela dvě vteřiny za ní. Předstihla ji však domácí čistě střílející Justine Braisazová, která v posledním kole jela o 10 vteřin rychleji. Později startovala Norka Tiril Eckhoffová. Při první střelbě sice udělala jednu chybu, ale jela nejrychleji ze všech a zvítězila. Charvátová nakonec dojela na 21. místě. Body získala ještě Jessica Jislová.

### Stíhací závody
Během závodu vál jen mírný vítr, přesto biatlonisté dělali na střelnici hodně chyb, především vstoje. Do vedoucí skupiny se dostal po druhé střelbě Nor Johannes Thingnes Bø; po třetí střelbě pak v ní jel už jen s Francouzem Quentinem Fillonem Mailletem. Poslední položku vstoje pak oba zvládli bezchybně, Nor však ihned zrychlil, do prvního mezičasu si vypracoval více než čtvrtminutový náskok, ten udržel a zvítězil. V cílové rovině se pak odehrál dramatický dojezd dvou Norů, když Vetle Sjåstad Christiansen předjel Tarjeie Bø a obsadil třetí místo.
Z Čechů se dařilo jen Michalu Krčmářovi. Udělal sice celkem čtyři chyby, ale jel rychle, v cílovém finiši přespurtoval Francouze Simona Desthieux a dojel na 14. místě, nejlépe v letošním ročníku světového poháru. Adam Václavík a Jakub Štvrtecký nezasáhli 5 a 6 terčů. I když v běhu neztratili, dojeli až na 41. a 42. pozici.
V závodě žen zvítězila způsobem start–cíl Norka Tiril Eckhoffová. Na střelnici sice udělala dvě chyby, ale v běhu stále zvyšovala náskok na své soupeřky. Její krajanka Ingrid Landmark Tandrevoldová si také zlepšovala průběžnou pozici až na konečné druhé místo. Tím se poprvé v kariéře dostala do čela průběžného pořadí světového poháru. Švýcarka Lena Häckiová se díky třetímu místu probojovala poprvé na stupně vítězů.
České biatlonistky střílely špatně. Markéta Davidová se šesti chybami klesla z 3. místa na startu až na 26. a Lucie Charvátová s absolutně největším počtem nesestřelených terčů – devíti – dojela předposlední. Jessica Jislová udělala jen 3 chyby, ale především vinou pomalejšího běhu klesla na 41., nebodované místo.

### Závody s hromadným startem
Ještě suverénnějším způsobem start–cíl zvítězil v závodě mužů Johannes Thingnes Bø. Od první střelby odjížděl svým soupeřům, kromě jednoho zasáhl všechny terče a dojel do cíle s náskokem více než 40 vteřin. Druhý přijel Francouz Émilien Jacquelin, který získal rozhodující náskok přesnou a především velmi rychlou poslední střelbou. Celkově to byl závod Norů a Francouzů, kteří obsadili prvních šest míst.
Jediný český účastník Michal Krčmář udělal při první střelbě tři chyby a jel na předposlední pozici. V dalších kolech pak přidal další tři nezasažené terče a dokázal se zlepšit jen na konečné 25. místo.
V závodě žen, který se stejně jako mužský závod jel za velkého deště, získala třetí vítězství v Annecy a čtvrté v řadě Norka Tiril Eckhoffová. Od začátku jela ve vedoucí skupině, od 3. střelby se odpoutala a s více než minutovým náskokem vyhrála. Italka Dorothea Wiererová jela také velmi rychle a v cílové rovině odrazila nápor Švédky Linn Perssonové. Ta se i tak poprvé v kariéře dostala na stupně vítězů.
Markétě Davidové se nedařilo ve střelbě: s šesti chybami byla jedna z nejhorších a když k tomu přidala tradičně dlouhý čas střelby, nemohla to vyrovnat ani rychlým během a skončila na 22. pozici. Lepší byla Lucie Charvátová: i když startovala jako náhradnice, předvedla rychlou střelbu a solidní běh. Vinou tří nezasažených terčů skončila na 11. místě. Stejně chyb udělala i Eva Puskarčíková, která dojela o čtyři místa za ní.

## Umístění na stupních vítězů

### Muži
| Disciplína                        | První místo          | Výkon   | Druhé místo            | Výkon   | Třetí místo                | Výkon   |
| Sprint (10 km)                    | Benedikt Doll        | 23:22,1 | Tarjei Bø              | 23:31,5 | Quentin Fillon Maillet     | 23:33,4 |
| Stíhací závod (12,5 km)           | Johannes Thingnes Bø | 30:07,8 | Quentin Fillon Maillet | 30:29,8 | Vetle Sjåstad Christiansen | 31:07,8 |
| Závod s hromadným startem (15 km) | Johannes Thingnes Bø | 41:36,3 | Émilien Jacquelin      | 42:19,4 | Tarjei Bø                  | 42:28,1 |

### Ženy
| Disciplína                          | První místo      | Výkon   | Druhé místo                   | Výkon   | Třetí místo      | Výkon   |
| Sprint (7,5 km)                     | Tiril Eckhoffová | 20:27,0 | Justine Braisazová            | 20:33,2 | Markéta Davidová | 20:47,5 |
| Stíhací závod (10 km)               | Tiril Eckhoffová | 29:41,6 | Ingrid Landmark Tandrevoldová | 30:19,7 | Lena Häckiová    | 30:27,6 |
| Závod s hromadným startem (12,5 km) | Tiril Eckhoffová | 38:52,8 | Dorothea Wiererová            | 40:17,7 | Linn Perssonová  | 40:17,9 |

## Pořadí zemí
| Pořadí | Země      | 1. místo | 2. místo | 3. místo | Celkově |
| ------ | --------- | -------- | -------- | -------- | ------- |
| 1.     | Norsko    | 5        | 1        | 2        | 8       |
| 2.     | Německo   | 1        | 1        | 0        | 1       |
| 3.     | Francie   | 0        | 3        | 1        | 4       |
| 4.     | Itálie    | 0        | 1        | 0        | 1       |
| 5.     | Česko     | 0        | 0        | 1        | 1       |
| 5.     | Švédsko   | 0        | 0        | 1        | 1       |
| 5.     | Švýcarsko | 0        | 0        | 1        | 1       |
|        | Celkem    |          |          |          |         |